# Decemberoffensief Syrmië
Het Decemberoffensief was een offensief van de Joegoslavische partizanen en het Rode Leger in Syrmië in december 1944. Hierbij werden initieel goed resultaten behaald, maar toch liep de opmars vast. Een hernieuwde poging m.b.v. Bulgaarse troepen kwam niet van de grond.

## Samenvatting

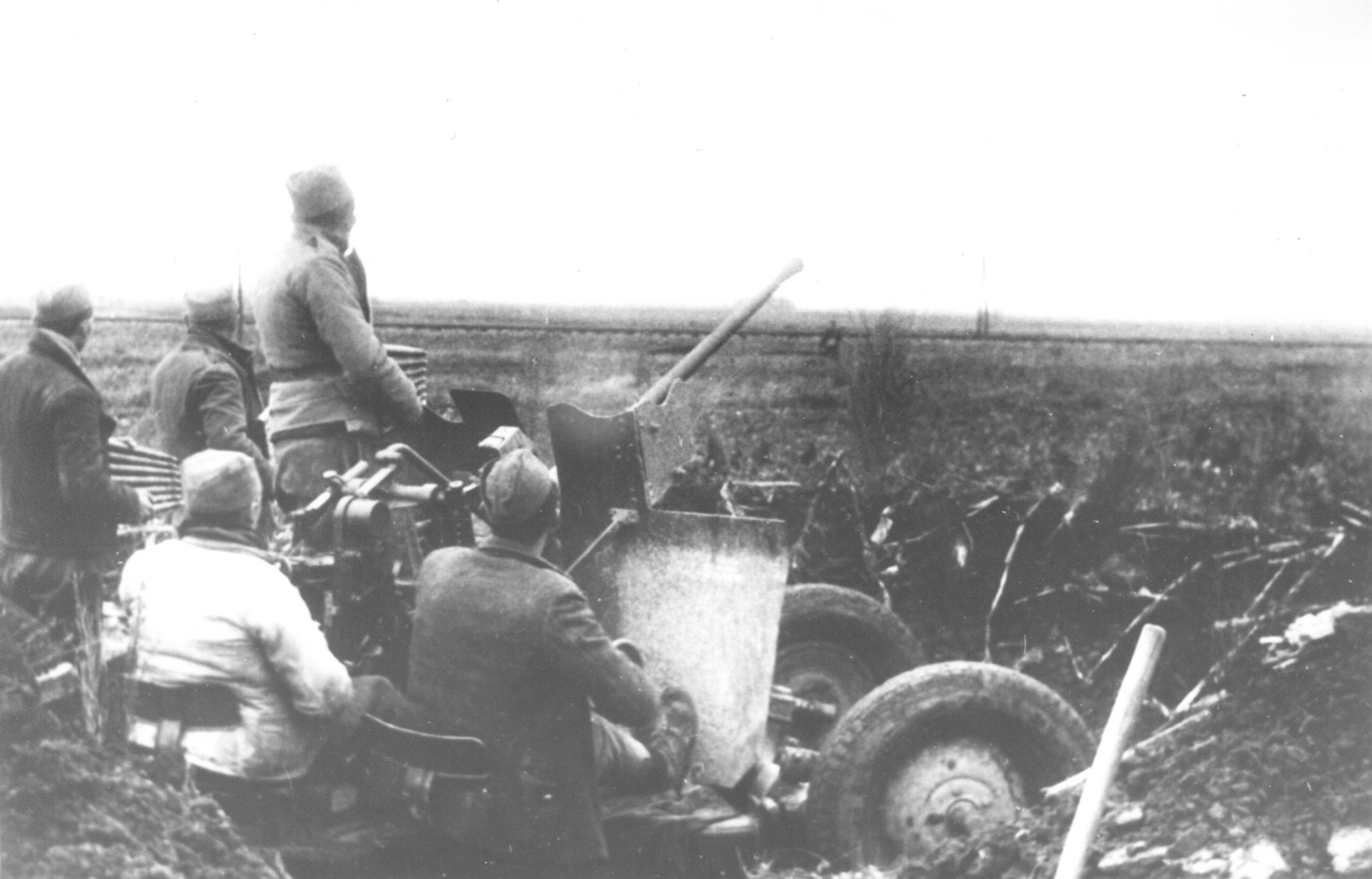
Luchtverdediging van de 1e Proletarische Divisie aan het Syrmische front in december 1944

Tijdens de gevechten in november aan het Syrmische front duwden NOVJ-eenheden (Narodnooslobodilačka vojska Jugoslavije (Volksbevrijdingsleger van Joegoslavië)) de Duitse troepen naar de zogenaamde Rode linie. Op verzoek van de commandant van het 3e Oekraïense Front (Maarschalk van de Sovjet-Unie Fjodor Tolboechin) werd op 3 december 1944 een algemene aanval gelanceerd om door het Syrmische front te doorbreken. Vier divisies van het 1e Proletarische Korps van de NOVJ op de linkervleugel en twee divisies van het 68e Fusilierskorps van het Rode Leger op de rechtervleugel namen deel aan de aanval. In twaalf dagen van zeer hevige gevechten slaagden Sovjet- en Joegoslavische troepen erin om twee versterkte Duitse verdedigingslinies te veroveren, de Rode- en Nibelungenlinies, en rukten ze zo’n 20 tot 40 km op naar het westen. Maar de herhaalde aanvallen op de laatste verdedigingslinie, de Groene linie, leidden niet tot succes. Vanwege uitputting van de eenheden en hoge verliezen werd het offensief op 15 december gestopt. In de tweede helft van december werd het 68e Fusilierskorps vervangen door het Bulgaarse 1e Leger. Tijdens haar korte verblijf aan het Syrmische front had ze geen succes bij de aanval, dus in de laatste dagen van december werd dit leger overgeplaatst naar het front ten noorden van de Drau en werd het Syrmische front geheel overgenomen door het 1e Joegoslavische Leger.

## Operationele omstandigheden en bedoelingen
Vanaf 7 november 1944 ontwikkelde het 3e Oekraïense Front van het Rode Leger zich en verspreidde het zijn aanval via Baranja vanaf de bruggenhoofden bij Apatin en Batina. Deze operatie maakte deel uit van de Boedapest Strategische Offensieve Operatie. Het Rode Leger maakte gebruik van de zwakte van de Duitse troepen in het gebied, en het 3e Oekraïense Front had de taak om het gebied ten zuiden van het Balatonmeer te bezetten en Boedapest van Wenen af te snijden door ten westen van Boedapest naar het noorden op te rukken.
Aan de andere kant bevonden de troepen van de Duitse Heeresgruppe E zich nog steeds op de terugtocht vanuit Griekenland naar het noorden. Door de crisis ten noorden van de Drau werden versneld de 1e Bergdivisie, de 13e SS-Divisie en de 117e Jägerdivisie naar dit front overgebracht.
Om de zuidelijke flank van de Sovjet-troepen te beschermen en tegelijkertijd ook controle te verkrijgen over de Donau voor bevoorrading, was het wenselijk dat in Syrmië en Slavonië de Duitse troepen verdreven werden. In dit verband hadden de leider van de NOVJ, maarschalk Tito, en de commandant van het 3e Oekraïense Front, maarschalk Tolboechin, een bijeenkomst in Belgrado van 17 tot 20 november 1944. Overeengekomen werd dat zowel eenheden van de NOVJ als het Rode Leger zouden deelnemen aan het geplande decemberoffensief. Volgens dit plan werden de strijdkrachten van het 1e Proletarische Korps voor deze operatie versterkt door het 68e Fusilierskorps van het Rode Leger (net vanaf Kraljevo overgebracht), het Donau-flottielje en significante luchtmacht- en artillerie-eenheden.
Volgens het plan zou het 68e Fusilierskorps een doorbraak forceren door de Duitse Rode linie in de noordelijke sector, rond Ilok. De partizanen zouden de rest van de linie frontaal aanvallen. Om de Sovjet doorbraak te vergemakkelijken, zouden kleine groepen Sovjet- en Joegoslavische troepen de Donau achter de Duitse linies oversteken en infiltreren. Het tijdsschema was ambitieus: de speerpunten zouden al op de tweede dag van het offensief de lijn Vukovar-Vrbanja moeten bereiken en daarna doorstoten naar het westen.

## Het offensief

### De krachtenverdeling
Aan geallieerde kant stonden:
- 68e Fusilierskorps (Generaal-majoor Nikolai N. Sjkodunovitsj)
  - 52e Fusiliersdivisie (Generaal-majoor Leonid M. Miljajev)
    - versterkt met 10e Bataljon van de 1e Garde Vestings Regio, het 35e en 87e Garde Mortierregiment (met Katjoesja’s) en de 419e en 521 Artillerieregimenten

  - 223e Fusiliersdivisie (Kolonel Akhnav G. Sagitov) - in het tweede echelon
- 1e Proletarische Korps (Luitenant-generaal Peko Dapčević)
  - 1e Proletarische Divisie (Generaal-majoor Vaso Jovanović)
  - 11e Krajina-divisie
  - 2e Proletarische Divisie (Generaal-majoor Sredoje Urošević)
  - 5e Krajina-divisie (Generaal-majoor Milutin Morača) - in het tweede echelon
  - Italiaanse brigade (Majoor Giuseppe Maras)

Aan de Duitse kant stond de 118e Jägerdivisie (Generalmajor Hubert Lamey) er in principe alleen voor. Deze divisie viel onder het 34e Legerkorps z.b.V., dat pas op 2 december 1944 deze frontsector overgenomen had. Bevelhebber was General der Infanterie Friedrich-Wilhelm Müller, die overigens op 8 december vervangen werd door General der Flieger Hellmuth Felmy.

### De aanval
Een Sovjet en drie partizanendivisies startten hun aanval op 3 december 1944 na een hevige artillerievoorbereiding plus luchtaanvallen. Ondanks stevige Duitse tegenstand was de Rode linie na twee dagen van hevige strijd in het noorden en in het centrum doorbroken. Reserves waren niet voorhanden. De Duitsers begonnen zich daarop terug te trekken naar het westen. Dit was nauwelijks een ideale oplossing, aangezien de volgende linie, de Nibelungenlinie, langer en minder uitgebouwd was dan de vorige. En daarnaast was deze linie al op de flank omtrokken door de landingen over de Donau. De NOVJ troepen volgden de Duitsers op de hielen, en veroverden daarbij de steden Šid en Tovarnik. Tegen 10 december stonden de Sovjets voor Sotin en hadden de partizanen de belangrijke railverbinding Brčko-Vinkovci bij Otok in bezit genomen. Dit spoor was voor de Duitsers belangrijk en bevoorradings- en transportroute.
Op dit punt begon het offensief snelheid te verliezen, maar de Sovjets-partizanen waren nog niet bereid dit toe te geven. Op 12 december gaf het 1e Proletarische Korps bevelen voor de voortzetting, op de 14e. Volgens plan zouden twee Sovjet- en twee partizanendivisies aanvallen over een tien kilometer breed front tussen Berak en Sotin richting Vukovar. De resterende partizanen-eenheden moesten afleidingsaanvallen uitvoeren in hun sectoren. Dit fantasieloze plan, uitgevoerd door uitgeputte eenheden tegen een voorbereide tegenstander faalde volledig. Alle aanvallen werden afgeslagen door de Duitsers en de aanwezigheid van verse Duitse versterkingen was voelbaar. Tegen 18 december, na twee weken van bloedige gevechten, gingen de Sovjets en partizanen aan het Syrmische front over tot de verdediging.
Het 3e Oekraïense Front wilde geen volledig (weliswaar uitgeput) legerkorps gebonden hebben in een loopgravenoorlog aan een secundair front. Daarom werd besloten alle Sovjet eenheden uit Syrmië terug te trekken en te vervangen door het 1e Bulgaarse Leger (o.l.v. Vladimir Stoychev). Tito gaf op 17 december orders aan Dapčević om verplaatsingen door te voeren. De partizanen zouden vanaf dat moment verantwoordelijk zijn voor de sector van het front ten zuiden van de spoorlijn Ruma-Vinkovci en de Bulgaren ten noorden daarvan. Deze bewegingen zouden gereed moeten zijn tegen 22 december, om daarna nog een aanval op de Duitse Groene linie uit te kunnen voeren.
Het nieuwe offensief duurde zes dagen en eindigde in een duidelijke nederlaag. De twee Bulgaarse divisies (de 3e en 8e Infanteriedivisies) kwamen niet eens uit hun uitgangsstellingen. Tegen 27 december was het 34e Legerkorps z.b.V. er zelfs in geslaagd het garnizoen van Otok te ontzetten en de partizanen terug te drukken naar hun beginposities.

### Nasleep
Zware verliezen en laag moreel van de troepen dwongen het hoofdkwartier van het 1e Bulgaarse Leger om een verzoek in te dienen tot terugtrekking van dit front. Omdat dit samenviel met de wens van Tito om het 12e Korps terug te laten keren van Hongarije naar Joegoslavië, gaf Tolboechin op 28 december het groene licht om beide eenheden uit te wisselen. Op de laatste dag van 1944 gaf het 1e Proletarische Korps bevelen uit voor de overname van de Bulgaarse sector. De 1e Proletarische Divisie en 5e Krajina-divisie namen de frontlijn tussen Sotin en de Bosut over met de 11e Krajina-divisie in reserve rond Tovarnik. Van de Bosut tot de ondoordringbare bossen ten zuiden van Otok stond de nu gevaarlijk uitgerekte 21e Servische Divisie.
Aan de Duitse kant was intussen de 118e Jägerdivisie vervangen door de 117e Jägerdivisie. Verder verzamelde de 41e Vestingsdivisie zich in het achterland rond Đakovo en waren grote delen van de 7. SS-Freiwilligen-Gebirgs-Division Prinz Eugen gearriveerd rond Brčko en Bijeljina.
Het 1e Proletarische Korps had zware verliezen geleden: 1.555 doden (waaronder 2 brigadecommandanten), 113 vermisten en 3.968 gewonden.